# Pauline Peugniez
Pauline Peugniez, née à Amiens le 28 avril 1890 et morte à Paris le 15 juin 1987, est une peintre française, élève de Maurice Denis, connue principalement pour ses scènes intimistes et sa participation au renouveau de l'art sacré - en particulier du vitrail - pendant l'entre-deux-guerres.

## Biographie

### Famille et formation
Pauline Peugniez naquit dans une famille bourgeoise. Jeune fille, elle découvrit la préface et la traduction de La Bible d'Amiens de Ruskin par un auteur encore méconnu, Marcel Proust, dont elle resta une fidèle lectrice. Son père, Paul Peugniez (1859-1943), chirurgien (directeur de l'école de médecine d'Amiens à la fin du XIXe siècle), dessinateur et peintre à ses heures, souhaitait l'orienter vers l'école de médecine mais accepta sa décision d'entrer à l'école des beaux-arts de Paris. Elle y intégra les ateliers de Ferdinand Humbert et d'Henri Focillon, où elle rencontra son futur mari, Jean Hébert-Stevens. Ils se marient pendant la Grande Guerre et Pauline Peugniez donna naissance en 1917 à sa fille aînée, Adeline, qui fut peintre elle aussi. Le couple rencontra alors George Desvallières et Maurice Denis. Pauline et Jean Hébert-Stevens, catholiques pratiquants l'un et l'autre, et amis du R.P. Couturier, entrèrent aux Ateliers d'art sacré en 1919.

### Maître verrier
En 1923, Jean Hébert-Stevens achète un immeuble au 12 rue de Bagneux (actuelle rue Jean-Ferrandi), où il fonde un atelier de maître verrier. Pauline Peugniez (elle signe de son nom de jeune fille) crée de nombreux cartons de vitraux (à Paris, pour les églises Saint-Germain de Charonne et  Saint-Julien-le-Pauvre, par exemple) mais aussi de tapisseries (Aubusson, les Gobelins [dont plusieurs sont au Mobilier National]). Suivant en cela les conseils dispensés aux Ateliers d'art sacré, Pauline Peugniez introduit dans ses œuvres religieuses des éléments et références tiré de l'environnement moderne. Le but en est d'actualiser l'Histoire sainte et les images de la foi chrétienne. Le simple chapeau de paille dont elle coiffe ainsi la Vierge dans le vitrail Notre-Dame des Prairies, en 1925, pour l'église de Canehan, scandalise et empêche sa mise en place. En 1926, elle réalise, à la mémoire de son cousin germain, le lieutenant Pierre Labitte, un vitrail dans l'église de Hangard.
Dans le cadre de l'Exposition coloniale de 1931, elle crée des vitraux pour l'église Notre-Dame-des-Missions, dont les vitraux sont aujourd'hui conservés à l'église Notre-Dame-des-Missions d'Épinay-sur-Seine. L'année suivante, elle contribue à la décoration collective de l'église du Saint-Esprit (Paris 12e arrondissement) érigée d'après les plans de Paul Tournon : sa fresque se situe dans le bas-côté à gauche du chœur.

### Dessinatrice et peintre

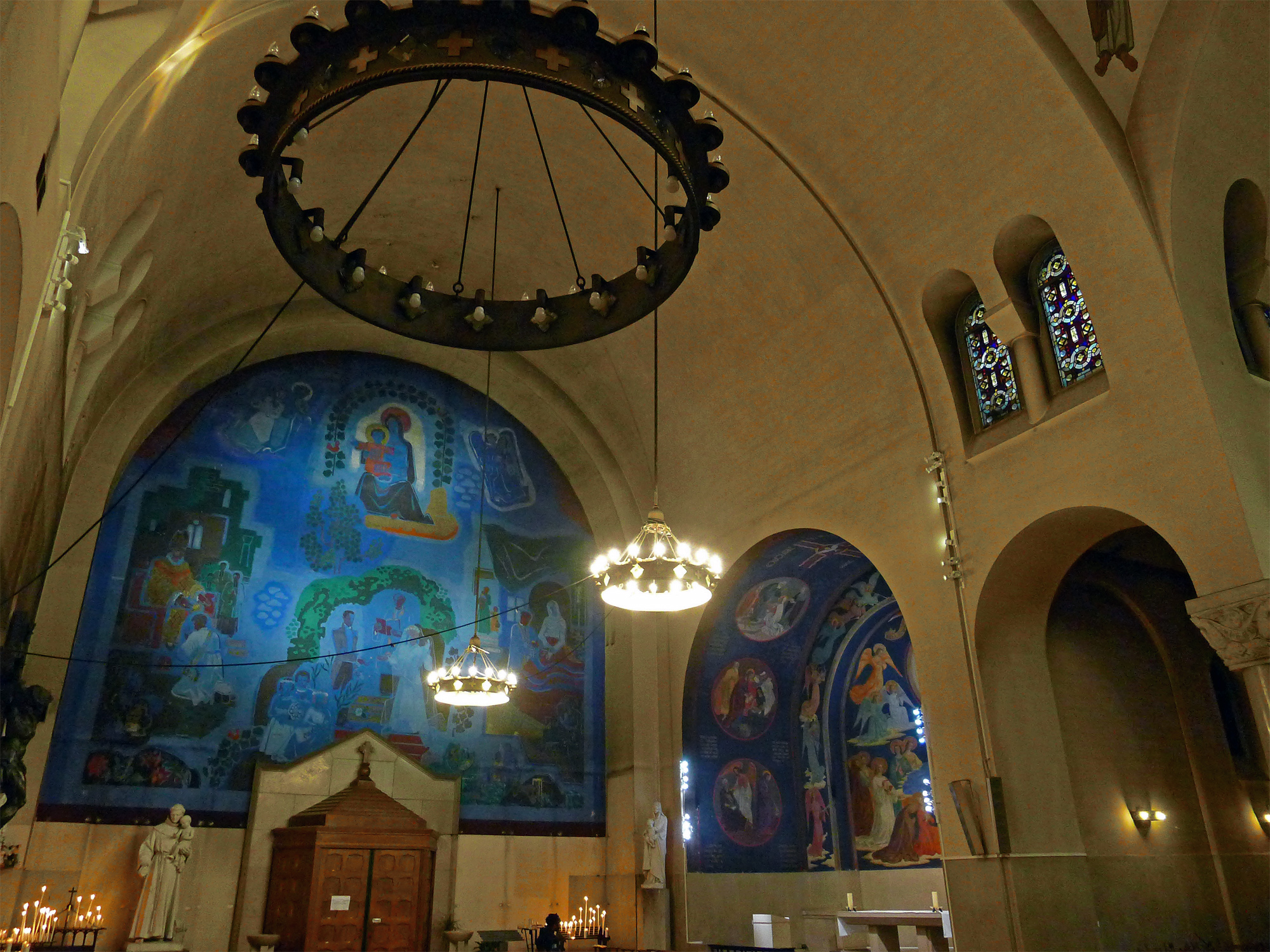
Fresque à gauche de Pauline Peugniez dans l'église Saint-Ferdinand-des-Ternes.

Elle se livre également à l'illustration d'œuvres littéraires, toutes rédigées par des plumes féminines, textes des poétesses Marie Noël et Marceline Desbordes-Valmore, et Lettres d'amour de la Religieuse Portugaise de Mariana Alcoforado (1948).
L'œuvre de Pauline Peugniez est également profane. Ses sujets favoris sont les paysages (provençaux et toscans, notamment) et les scènes de la vie familiale. Très influencée par son maître Maurice Denis, sa technique est basée sur les rapports de valeurs, inscrivant sur chaque partie de son croquis des numéros allant de 1 à 10, du plus clair au plus sombre. 
Sa peinture est présentée au Salon de la Société nationale des beaux-arts, au Salon des Tuileries et régulièrement au Salon d’Automne à partir de 1920. Elle est l'auteur de la grande fresque du transept gauche de l'église Saint-Ferdinand-des-Ternes qui représente l'ordination, le mariage et l'extrême-onction.
Elle participe aux expositions de groupe organisées par la Société des Femmes Artistes Modernes (FAM), créée en 1931 par Marie-Anne Camax-Zoegger. Elle est présente sur la liste des artistes de l'exposition de 1935 à la Galerie Bernheim-Jeune ainsi qu'à l'exposition des Rosati de France, aux côtés d'Edmond Aman-Jean, André Derain, Marcel Gromaire, Henri Le Sidaner, Jacques Lestrille et Henri Matisse, à la Galerie Durand-Ruel en 1936..
Une rétrospective de quelques-unes de ses œuvres eut lieu au Salon d'Automne en 1990. Très tôt abonnée au journal Témoignage chrétien, elle en fut une lectrice parfois engagée[C'est-à-dire ?].
Pauline Peugniez est nommée chevalier de la Légion d'honneur le 31 octobre 1938.

## Sources
- Petit Palais, Exposition de Vitraux et Tapisseries Modernes, 4-30 juin 1930,(introduction).
- L'Art Sacré « Les peintres devant le public religieux », no 2, août 1935, « Je voudrais tant vous avoir appris quelque chose », décembre 1937, « La Tapisserie », juin 1939.
- Ecclesia, Lectures Chrétiennes, no 96, mars 1957, Mensuel, directeur littéraire:Daniel-Rops, p. 41-48 : « Dorothy Day, L'Amérique des pauvres et des militants ».
- Témoignage Chrétien, « Le journal de Maurice Denis », no 775, 15 mai 1959.
- Encyclopédie Familiale Larousse, « Les travaux à la maison », « La Tapisserie », p. 798-802, 1951-55.
- Jésus (revue du père G. Bessière) « Chrétienne à 90 ans », no 27, décembre 1980.
- Jean Soulairol : Le Sacré de l'amour : Du mariage païen au mariage chrétien, illustrations de Pauline Peugniez, s.d., Les éditions du temps présent, coll. Ici la France, 53 p., 21 cm.

## Filmographie
- Film de Pascal Bony : Rétrospective au Salon d'Automne, 1990.

Lien Youtube: https://www.youtube.com/watch?v=yI28LmeQiYM